# Bogdan Konopka (weterynarz)
Bogdan Stanisław Konopka (ur. 30 września 1961 w Rutkach Kossakach) – polski lekarz weterynarii, doktor nauk rolniczych, urzędnik państwowy, w latach 2019–2021 Główny Lekarz Weterynarii.

## Kariera i działalność społeczna
W 1987 roku ukończył studia na Wydziale Medycyny Weterynaryjnej Szkoły Głównej Gospodarstwa Wiejskiego w Warszawie. Od początku kariery zawodowej związany z Wojewódzkim Inspektoratem Weterynarii w Kielcach.  Od 1990 do 1998 roku był przewodniczącym Komisji Zakładowej NSZZ Solidarność pracowników weterynarii województwa świętokrzyskiego. W 2006 roku został powołany na stanowisko Wojewódzkiego Lekarza Weterynarii w Kielcach.
W latach 2006–2014 sprawował także funkcję Prezesa Polskiego Związku Hodowców i Producentów Bydła Mięsnego. Prowadził Ośrodek Hodowli Bydła Mięsnego oraz owiec Rasy Świniarka w Sieradowicach, przyczyniając się do ochrony zasobów genetycznych. Członek Polskiego Towarzystwa Nauk Weterynaryjnych, Polskiego Towarzystwa Zootechnicznego oraz Narodowej Rady Instytutu Zootechniki. Autor licznych publikacji naukowych w czasopismach specjalistycznych. Jest popularyzatorem wiedzy na temat chowu i hodowli bydła. W 2017 roku obronił pracę doktorską „Charakterystyka krajowej populacji bydła rasy Limousine w zakresie cech wzrostu, eksterieru i reprodukcji”, uzyskując tytuł doktora nauk rolniczych w dyscyplinie zootechnik. Od 7 maja 2019 do 17 maja 2021 pełnił urząd Głównego Lekarza Weterynarii.

## Odznaczenia
- Srebrny Krzyż Zasługi (2005)[2]
- Krzyż Kawalerski Orderu Odrodzenia Polski (2019)[3]

## Życie prywatne
Jest żonaty z Ewą z domu Nowak, z którą ma dwoje dzieci, Bartosza (ur. 1984) i Annę (ur. 1994).